# Terence Winter
Terence Patrick Winter (New York, 2 ottobre 1960) è uno sceneggiatore e produttore televisivo statunitense, vincitore di 4 Emmy Award tra il 2002 e il 2007 per la serie televisiva dell'HBO I Soprano.

## Biografia
Laureatosi in legge alla New York University, Winter ha intrapreso nel 1991 la carriera di sceneggiatore. Dopo diverse sceneggiature per serie televisive, ha iniziato a scrivere episodi de I Soprano dalla seconda stagione (2000). Dopo il creatore della serie David Chase, Winter è lo sceneggiatore più prolifico della serie con 23 episodi sceneggiati (da solo o con altri).
È stato anche comparsa nella serie, nel ruolo di Tom Amberson (3 episodi) e soprattutto produttore esecutivo (2 Emmy a pari merito con Chase e altri) e regista dell'episodio 82, Mal d'amore.
Nel 2010 ha scritto e ideato la serie televisiva Boardwalk Empire - L'impero del crimine. I produttori esecutivi della serie sono Martin Scorsese, Mark Wahlberg e lo stesso Winter.
Nel 2013 scrive la sceneggiatura del film di Martin Scorsese The Wolf of Wall Street, per la quale viene candidato agli Oscar 2014.

## Premi e riconoscimenti
Per le sceneggiature de I Soprano, Winter ha vinto:
- 1 Edgar Award: ep. Caccia al russo (con Timothy Van Patten) (2002)
- 3 Writers Guild of America (su 6 candidature):

Miglior episodio serie drammatica, ep. Caccia al russo (2002)

Miglior sceneggiatura di serie drammatica

Miglior episodio serie drammatica, ep. Tentato suicidio (2008)
- 2 Emmy Award (su 4 candidature):

Migliore sceneggiatura per una serie drammatica, ep. Confessioni pericolose

Migliore sceneggiatura per una serie drammatica, ep. Stato confusionale
Ha vinto altri 2 Emmy (2004 e 2007) per la sua attività di produttore della serie (assieme ad altri).

## Filmografia parziale

### Sceneggiatore

#### Cinema
- Get Rich or Die Tryin, regia di Jim Sheridan (2005)
- Brooklyn Rules, regia di Michael Corrente (2007)
- The Wolf of Wall Street, regia di Martin Scorsese (2013)
- The Audition, regia di Martin Scorsese (2015) - cortometraggio
- Bob Marley - One Love, regia di Reinaldo Marcus Green (2024)

#### Televisione
- Sister, Sister
- Cosby indaga (The Cosby Mysteries) (1994-1995), 2 episodi
- Xena - Principessa guerriera (Xena: Warrior Princess) (1995-1998), 3 episodi
- Le nuove avventure di Flipper (The New Adventures of Flipper)
- Un detective in corsia (Diagnosis Murder) (1993-2001)
- Charlie Grace (1995)
- DiResta
- I Soprano (The Sopranos) (2000-2007), 23 episodi
- Boardwalk Empire (2010) (anche creatore)
- Vinyl (2016) (anche co-creatore)
- Tulsa King, 9 episodi (2022-2023)

### Produttore

#### Televisione
- Vinyl (2016)
- Tulsa King, 9 episodi (2022-2023)